# Tonde Wandou
Tonde Wandou (ou Tonde Wadou) est un village de la commune de Galim-Tignère situé dans la région de l'Adamaoua et le département du Faro-et-Déo, à proximité de la frontière avec le Nigeria.

## Population
En 1971, Tonde Wandou comptait 290 habitants, principalement Bororo.
Lors du recensement de 2005, 619 personnes y ont été dénombrées.